# Пардаугава (футбольний клуб)
Футбольний клуб «Пардаугава» Рига або просто «Пардаугава» (латис. Futbola klubs „Pārdaugava” Rīga) — професіональний латвійський футбольний клуб з міста Рига. Існував з 1984 по 1995 роки.

## Хронологія назв
- 1984: «Даугава/РВЗ» (Рига)
- 1985: «Збірна юніорів» (Рига)
- 1988: «Молодіжна збірна» (Рига)
- 1990: «Пардаугава» (Рига)

## Історія
Футбольний клуб «Пардаугава» було засновано в 1984 році.
У 1984 році команда дебютувала в розіграшах чемпіонату та кубку Латвійської РСР. У 1985 році в команді виступали юнаки, через що була змінена назва на «Збірна юніорів», а в 1988 році команда змінила назву на «Молодіжна збірна». У 1990 році був перейменований у «Пардаугаву» (Рига) й розпочав виступи в новоствореній Балтійській лізі, в якій посів 15-е місце. У 1991 році припинив своє існування клуб «Даугава» (Рига), тому його місце в Першій лізі СРСР зайняла «Пардаугава». У 1991 році команда виграла срібні медалі чемпіонату Латвійської РСР. Назву «Пардаугава» носила також одна з сільськогосподарських фірм, яка належала тодішньому президенту Латвійської футбольної асоціації Володимиру Лескову.
У 1992 році команда дебютувала у Вищій лізі Латвії, в якій посіла четверте місце. У 1993 році досягла свого найбільшого успіху — вийшла до фіналу кубку Латвії. У 1995 році, через банкрутство, після 8-о туру команда знялася зі змагань та була розформована.

## Досягнення
- Вища ліга Латвії
  - 4-е місце (2): 1992, 1993
- Кубок Латвії
  -  Фіналіст (1): 1993
- Чемпіонат Латвійської РСР
  -  Срібний призер (1): 1991

## Статистика виступів

### Чемпіонат і Кубок Латвійської РСР
| Сезон | Ліга             | Місце | Іг | В  | Н  | П  | Голи  | О  |  | Кубок          |
| ----- | ---------------- | ----- | -- | -- | -- | -- | ----- | -- |  | -------------- |
| 1984  | Клас «А»         | 12    | 22 | 3  | 1  | 18 | 15‒60 | 7  |  |                |
| 1985  | Клас «А»         | 8     | 28 | 13 | 3  | 12 | 40‒38 | 29 |  | 1/16 фіналу    |
| 1986  | Клас «А»         | 7     | 26 | 9  | 8  | 9  | 50‒37 | 26 |  |                |
| 1987  | Клас «А»         | 6     | 26 | 12 | 6  | 8  | 34‒20 | 30 |  | 1/4 фіналу     |
| 1988  | Клас «А»         | 12    | 30 | 6  | 10 | 14 | 33‒46 | 22 |  | не брав участі |
| 1989  | Клас «А»         | 17    | 16 | 4  | 8  | 4  | 20‒20 | 16 |  | не брав участі |
| 1990  | Чемпіонат Балтії | 15    | 32 | 5  | 8  | 19 | 24‒53 | 18 |  |                |
| 1991  | Клас «А»         | 2     | 18 | 12 | 2  | 4  | 38‒13 | 26 |  |                |

### Чемпіонат і Кубок Латвії
| Сезон | Ліга      | Місце | Іг | В  | Н  | П | Голи  | О  |  | Кубок      |
| ----- | --------- | ----- | -- | -- | -- | - | ----- | -- |  | ---------- |
| 1992  | Вища ліга | 4     | 22 | 13 | 3  | 6 | 45‒22 | 29 |  | 1/2 фіналу |
| 1993  | Вища ліга | 4     | 18 | 10 | 4  | 4 | 29‒13 | 24 |  | Фіналіст   |
| 1994  | Вища ліга | 6     | 22 | 6  | 10 | 6 | 24‒24 | 22 |  | 1/4 фіналу |
| 1995  | Вища ліга | —     | 7  | 0  | 2  | 5 | 2‒13  | 2  |  | 1/4 фіналу |

## Відомі гравці
- / Мар'янс Пахарс
- / Андрейс Педельс
- / Дзінтаріс Зірніс
- / Сергейс Молчановс
- / Олегс Благонадєждінс

## Відомі тренери
- Володимир Беляєв (1984)
- невідомо
- Яніс Гіліс (1988—1991)
- невідомо
- Георгій Смірнов (1993)
- Юрій Андреєв (1994—1995)
- Ігор Кльосов (1995)